# Pseudocentroptilum calabrum
Pseudocentroptilum calabrum is een haft uit de familie Baetidae. De wetenschappelijke naam van de soort is voor het eerst geldig gepubliceerd in 1990 door Belfiore & D'Antonio.
De soort komt voor in het Palearctisch gebied.